# Norra Taurach
Norra Taurach är ett vattendrag i Österrike. Det ligger i förbundslandet Salzburg, i den centrala delen av landet, 240 km väster om huvudstaden Wien.
I omgivningarna runt Norra Taurach växer i huvudsak blandskog. Runt Norra Taurach är det ganska glesbefolkat, med 45 invånare per kvadratkilometer.